# جفارة أف أم
جفارة أف أم (بالفرنسية: Jfara FM)‏، هي إذاعة تونسية تبث من مدينة بنقردان.
تبث برامجها بالعربية على موجات الأف أم. كما يمكن الاستماع إليها على موقعها الرسمي على الإنترنت.
تملك الإذاعة إستديوهان واحد رسمي في بنقردان وأستوديو ثاني في باريس.

## مقالات ذات صلة
- إرادة أف أم
- قائمة إذاعات الراديو التونسية

## وصلات خارجية
لم يتم العثور على روابط لمواقع التواصل الاجتماعي.

- موقع إذاعة جفارة أف أم
- استمع لإذاعة جفارة أف أم
- مناطق إرسال الإذاعات التونسية